# Томас Андерс

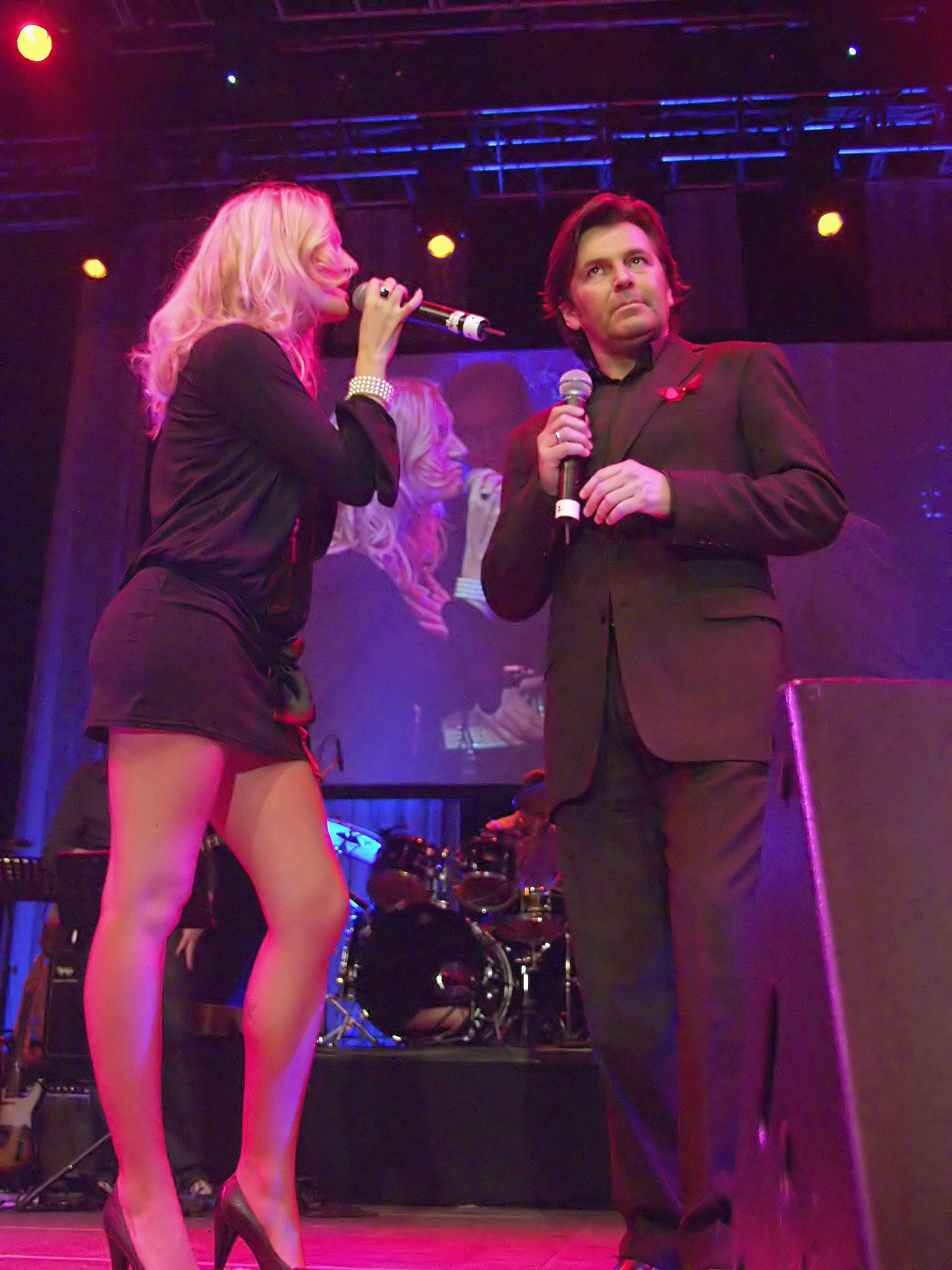
Томас Андерс. 2007

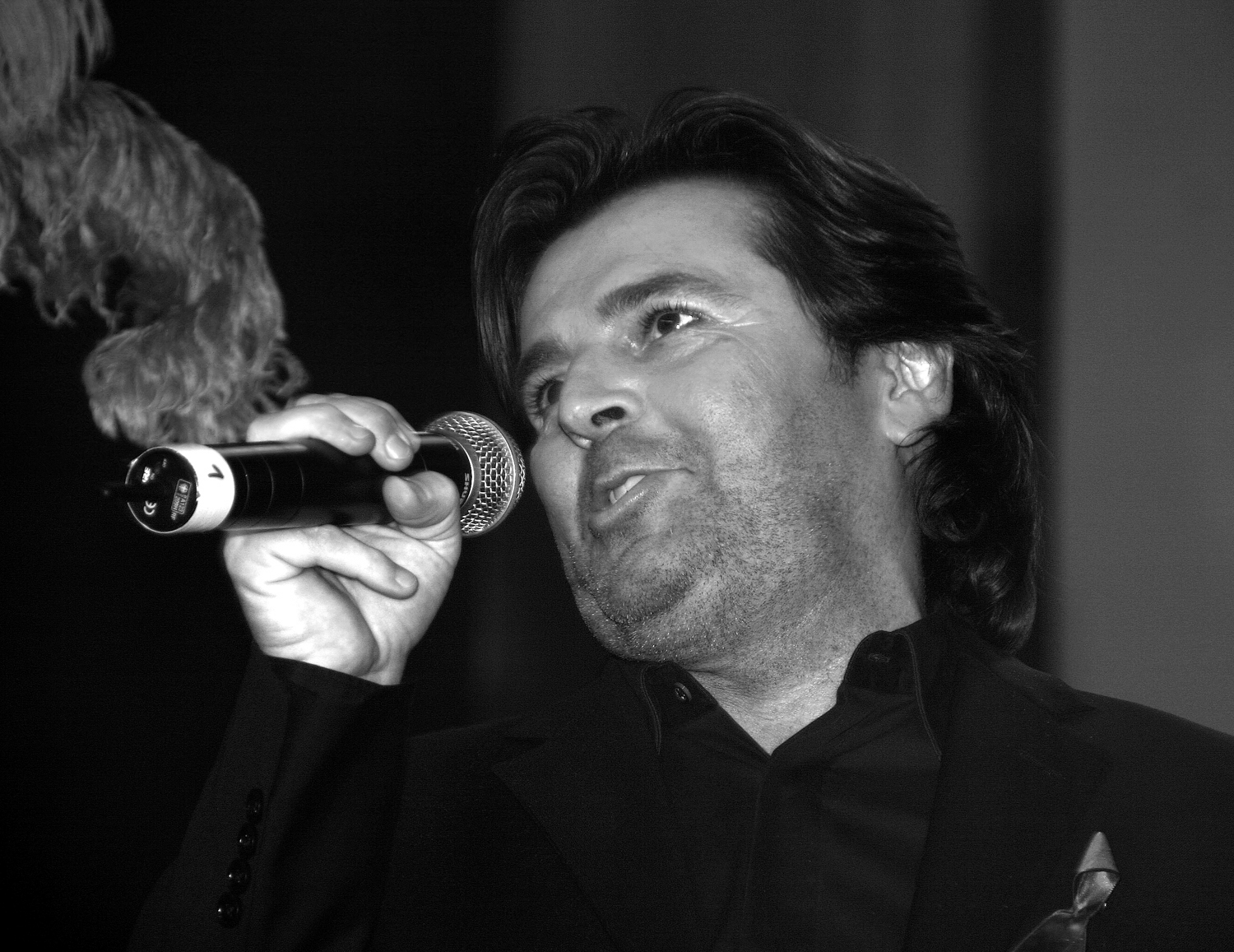
Томас Андерс на благодійному концерті (2007)

Томас Андерс (нім. Thomas Anders; псевдонім, справжнє ім'я — Бернд Вайдунг (нім. Bernd Weidung); нар. 1 березня 1963, Мюнстермайфельд) — німецький попспівак, актор і композитор, колишній соліст групи «Modern Talking».

## Біографія
Томас народився в містечку Мюнстермайфельд недалеко від Кобленца. Його батько був бургомістром і заохочував заняття сина музикою. Томас співав у церковному хорі, майже десять років брав уроки гри на фортепіано і сам вчився грати на гітарі. Після закінчення школи вивчав германістику (німецька мова та література) і музикознавство в Майнці. 1979 року став переможцем конкурсу «Радіо Люксембург». 1980 року вийшов його перший сингл Judy. Саме тоді звукозаписна компанія радить Бернду взяти псевдонім Томас Андерс, з яким він і виходить на велику сцену. Після випуску синглу Томас з іншими молодими виконавцями здійснив 15-денне турне по Німеччині. 1981 року відбувся дебют на телебаченні в шоу Міхаела Шанца. 1983 року, записуючи кавер-версію на пісню FRDavid, знайомиться з продюсером початківцем і композитором Дітером Боленом. Потім були ще кілька спільних робіт німецькою мовою, а також англомовна композиція Catch Me I'm Falling (кавер-весія на пісню австралійської групи Real Life), випущена як проєкт Headliner. Сингл Wovon träumst du denn сягає 16-го місця в німецькому хіт-параді.
У жовтні 1984 року Томас та Дітер об'єдналися в дует Modern Talking і випустили сингл «You're My Heart, You're My Soul», який став номером один в Європі. Цей сингл протримався півроку в європейських списках популярності. За три наступні роки Modern Talking записали 6 альбомів і 9 синглів, 5 з яких були номером один у хіт-парадах. Дует продав понад 60 мільйонів звуконосіїв, які отримали 40 «платинових» і понад 200 «золотих» нагород. У 1987 Modern Talking припинив своє існування у зв'язку із закінченням терміну контракту і небажанням обох учасників його продовжувати. Томас як «Томас Андерс шоу» вирушає у світове турне, що мало великий успіх.
Після розпаду дуету Томас співпрацює з тріо MAN-X, що підтримує виконавця під час світового турне, і продюсує, спільно з дружиною Норою (Nora Isabelle Balling), їх сингли Waiting So Long і I Believe. 1988 року Андерс, в співавторстві з Марком Кассандрою (Marc Cassandra) і під керівництвом продюсера Джека Вайта (Jack White), пише для відомого виконавця Енгельберта Хампердінка (Engelbert Humperdink) композицію I Can Never Let You Go, яка входить в його альбом In Liebe.
У 1989 році Андерс випускає свій перший сольний альбом Different, продюсером і звукорежисером якого стає Гас Даджеон (Gus Dudgeon), відомий за роботами з Девідом Боуі та Полом МакКартні.
У 1990 році Андерс (спільно з SBK Music Publishing) створює власне музичне видавництво «Thomas Anders Music», яке у січні 2000 року за участю двох партнерів Томаса Крістіана Геллера і Гідо Карпа перетворюється на музичне видавництво KA.GB Music GmbH, яка співпрацює з SONY / ATV Music Publishing (Germany) GmbH.
У 1991 році в Лондоні Андерс разом з продюсерами Полом Магглетоном (Paul Muggleton) і Майком Паксманом (Mike Paxman), відомими по роботі з Nick Kamen, розпочав працювати над другим альбомом «Whispers», який був виданий в Німеччині, Франції, Тайвані, Кореї, Південній Африці та інших країнах. Бек-вокальні партії на альбомі були виконані англійської співачкою Джуді Тцуке (Judie Tzuke). Перший сингл з цього альбому, «The Sweet Hello, The Sad Goodbye», був подарований Андерсу дуетом Roxette, другий сингл, «Can't Give You Anything (But My Love)», був записаний і англійською, і іспанською мовами.
У 1992 році Андерс перейшов на звукозаписну компанію POLYDOR (нині Universal) і записав у США альбом «Down On Sunset» з відомими продюсерами — Christian de Walden (Аманда Лір) і Ralf Stemmann (Ріккі Мартін). Одну з пісень, що увійшли до альбому, Томас заспівав дуетом з Гленном Медейросом(Glenn Medeiros), відомим своїм кавером на «Nothing's Gonna Change My Love For You».
У 1993 році Андерс отримав новий досвід, зігравши роль у шведському фільмі «Стокгольмський марафон». Він також написав заголовну пісню для цього фільму.
Для наступного альбому менеджер представив Томасу популярний хіт сімдесятих «When Will I See You Again» від THE THREE DEGREES. Ця пісня і очолила новий альбом, давши йому своє ім'я. Музиканти вирішили запросити її оригінальних виконавців. Таким чином, до двадцятої річниці пісні Томас Андерс виконав заново нестаріючий хіт «When Will I See You Again» разом з THE THREE DEGREES. Цей короткостроковий проєкт переріс в подальшу співпрацю. Томас дав «Трьом градусам» новий старт, написавши кілька пісень для їхнього альбому «Out The Past Into The Future», що здобув велику популярність.
У 1994 році Андерс випустив в США альбом «Barcos de cristal» іспанською мовою, що призначався для латиноамериканського ринку. В Аргентині альбом зайняв верхній рядок хіт-параду; Томас також написав заголовну пісню для аргентинського телесеріалу і композицію «Tal Vez» для Марти Санчез (Marta Sánchez), що стала хітом номер один в Мексиці.
Під час роботи в США Томас зустрів продюсера Пітера Вольфа (Peter Wolf), відомого по роботі з Френком Заппою, і в 1995 році вони записали і видали альбом «Souled», до якого увійшов дует з POINTER SISTERS.
У 1996 році Томас Андерс, ховаючись під псевдонімом «Phantomas», взяв участь в однойменному танцювальному проєкті і разом з продюсерами Рамоном Зенкери (FRAGMA), Андреасом Шнайдером (KOSMONOVA) і Олафом Дікманом (AQUAGEN), записавши пару синглів: " Our House «(кавер на хіт групи MADNESS), і» No Doubt About It ".
Ще один танцювальний проєкт, в якому взяв участь Томас Андерс, називався CHAIN REACTION. Єдиний сингл «Every Word You Said» був виданий в 1997 році у співпраці з продюсером Акселем Брайтунгом (DJ BOBO). Кілька пісень для цього проєкту були написані Девідом Брендесом (E-Rotic, Bad Boys Blue), але вони так і не були видані.
Після успіху «Стокгольмського марафону» Томас зіграв у короткометражному німецькому фільмі «Фантомний біль» (Phantomschmerz) і виконав пісню для цього фільму.
Розвиваючись як музикант і творча особистість, Томас Андерс знайшов для себе додатковий стимул у творчості, виконуючи джаз. На початку 1997 року він випустив «живий» альбом, на якому виконав відомі джазові стандарти.
Навесні 1998 року відбулося раптове відродження дуету Modern Talking, що розпався більше десяти років тому. Томас Андерс і Дітер Болен записують альбом реміксів і старих хітів групи (Back For Good) і разом вирушають у концертний тур. Проте через 5 років (у 2003 році) історія дуету знову припиняється не менш несподівано.

Під час існування відродженого Modern Talking Томас не залишає роботу і над проєктами з іншими зірками, для яких він пише пісні і бере участь в їх продюсуванні. Серед них варто відзначити співпрацю з No Angels, T-Seven (проєкт колишньої солістки популярного в середині 90-х років минулого століття колективу Mr. President), Marta Sanchez, Isabel Varell, It G! rls. Особисте життя співака також не стоїть на місці — після зробленої на Різдво в 1999 році пропозиції, 15 липня 2000 року в Штромбурзі Томас Андерс одружується з Клаудією Хесс (Claudia Hess). Через два роки Андерс стає батьком — 27 червня 2002 року у нього народився син Олександр Мік Вайдунг.

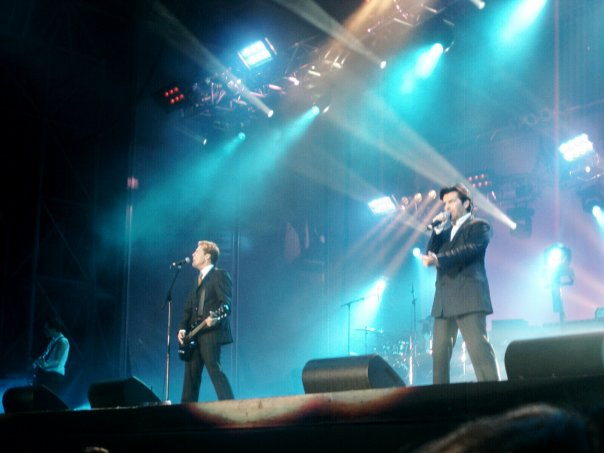
Modern Talking (2003)

31 травня та 1 червня 2003 Томас вперше дав кілька концертів у США (Атлантик-Сіті, Нью-Джерсі та Чикаго), а у вересні 2003 року спільно з групою «Scorpions» відіграв грандіозний концерт в Москві на Червоній площі.
У 2004 році вийшов 8-й за рахунком сольний альбом Андерса «This time», який приніс йому найвищі місця в чартах за всю історію сольної кар'єри. З першим синглом «Independent Girl» Томас миттєво зайняв 17-е місце в хіт-параді Німеччини і 6-е — в Росії. Записуючи альбом, Томас залучив до співпраці міжнародну продюсерську команду, яка до цього працювала з Брітні Спірс.
Томас Андерс написав офіційний гімн для льодового балету «Holiday On Ice», занесеного до Книги Рекордів Гіннеса. Балада Томаса «Just Dream» стала головною музичною темою двох програм— «Фантазія» та «Алмазні мрії», які були включені в «Турне мрії 2004—2005».
16 і 17 квітня 2005 Томас Андерс дав ще два концерти в США (в Нью-Йорку і Чикаго), а з 27 по 29 жовтня 2006 року — ще три: у Чикаго, Ірвінгтон (Нью-Джерсі) і Нової Британії.
У березні 2006 року Томас здійснив свою давню мрію і записав акустичний альбом в оркестровому супроводі, запросивши для цієї мети Варшавський симфонічний оркестр і Оркестр кіностудії в Бабельсберг. В альбомі «Songs Forever», продюсером якого виступив Петер Рис (N'Sync), були зібрані найпопулярніші композиції вісімдесятих, аранжовані заново в стилі «свінг». А в квітні побачила світ збірка «The DVD Collection», що вийшов по стопах «Songs Forever»; в цей ДВД увійшли двадцять відеозаписів Томаса, зняті за всю його творчу кар'єру.
На Євробачення 2004 та 2009 Томас оголошував голоси від Німеччини.
У березні 2010 року вийшов альбом «Strong» , 2131835 записаний для російського медіа-ринку. Альбом дебютував на 2 місці російського чарту і на четвертому тижні продажів став «золотим». Заголовна пісня з альбому — «Why do you cry» стала хітом на більшості російських радіостанцій. Загальний тираж альбому в Росії перевищив 100 000 примірників. Видає компанія CD LAND Group.
У квітні 2011 року Томас Андерс заявив про швидкий вихід у світ синглу і нового альбому. У другій половині травня стали відомі подробиці нового проєкту. Це буде дует з відомим німецьким музикантом Уве Фаренкрогом, перший сингл Gigolo вийшов 27/05/2011 (# 40 в німецькому чарті), альбом Two — 10/06/2011. Назва дуету — Anders | Fahrenkrog

## Цікаві факти
- 20 грудня 2009 Томас відвідав «Українську Фабрику Зірок» і виконав пісні «You're My Heart, You're My Soul», «Cheri Cheri Lady»
- У 2009 році заспівав пісню The Night Is still Young дуетом із відомою співачкою 80-90-х Сандрою Крету (Sandra).

## Дискографія

### Студійні альбоми
| Дата випуску   | Назва                     |
| -------------- | ------------------------- |
| 29 серпня 1989 | Different                 |
| 17 травня 1991 | Whispers                  |
| 1 вересня 1992 | Down On Sunset            |
| 23 червня 1993 | When Will I See You Again |
| 19 квітня 1994 | Barcos de cristal         |
| 7 квітня 1995  | Souled                    |
| 23 лютого 2004 | This time                 |
| 3 березня 2006 | Songs Forever             |
| 7 лютого 2010  | Strong                    |
| 10 червня 2011 | Two                       |

### Концертні альбоми
| Дата випуску | Назва        |
| ------------ | ------------ |
| 1997         | Live Concert |

### Сингли
| - Judy, 1980 - Du weinst um ihn, 1980 - Es war die Nacht der ersten Liebe, 1981 - Ich will nicht dein Leben, 1982 - Was macht das schon, 1983 - Heißkalter Engel, 1983 - Wovon träumst du denn, 1983 - Endstation Sehnsucht, 1984 - Es geht mir gut heut' Nacht, 1984 - Love Of My Own, 1989 (#24 Germany) - One Thing, 1989 - Soldier, 1989 - The Sweet Hello, The Sad Goodbye, 1991 - Can't Give You Anything (But My Love), 1991 (#73Germany) - Can't Give You Anything (But My Love) — Remix, 1991 - True Love, 1991 | - How Deep Is Your Love, 1992 (#71 Germany) - Standing Alone, 1992 (#72 Germany) - Stay A Little Longer, 1993 - When Will I See You Again, 1993 (#37 Germany) - When Will I See You Again — Remixes, 1993 - I'll Love You Forever, 1993 (#79 Germany) - I'll Love You Forever — Remixes, 1993 - The Love In Me, 1994 - The Love In Me — Remixes, 1994 - Road To Higher Love, 1994 - Never Knew Love Like This Before, 1995 - Never Knew Love Like This Before — Remixes, 1995 - A Little Bit Of Lovin ', 1995 - No Doubt About It, 1996 - No Doubt About It — The Remixes, 1996 - Our House, 1996 - Every Word You Said, 1997 | - Independent Girl, 2003 (#17 Germany, #57 Austria, #6 Russia) - King Of Love, 2004 (#37 Germany, #16 Spain, #1 Turkey, #3 Perú) - Tonight Is The Night, 2004 (#60 Germany, #66 Russia) - Just Dream, 2004 (#64 Germany) - A Very Special Feeling 2006 - Songs That Live Forever (promo-single), 2006 - All Around The World (promo-single), 2006 (#6 Turkey) - Ibiza Baba Baya / For You, 2008 - Ziele (feat. Sistanova), 2008 - Kisses For Christmas, 2008 - The Night Is Still Young (duet with Sandra), 2009 - Why do you cry?, 2010 (#21 Russia) - Stay With Me, 2010 - The Christmas Song (Download only), 2010 - Gigolo, 2011 (#40 Germany) |

## Офіційна відеографія
- Heißkalter Engel, 1983
- Love Of My Own, 1989
- One Thing, 1989
- Soldier, 1989
- Can't Give You Anything (But My Love), 1991
- Standing Alone, 1992
- Road To Higher Love, 1994
- Independent Girl, 2003
- King Of Love, 2004
- Tonight Is The Night, 2004
- The Night Is Still Young (duet with Sandra), 2009
- Why do you cry?, 2010
- Stay With Me, 2010
- Gigolo, 2011

## Співпраця з іншими виконавцями
1988 «I Can Never Let You Go» (Co-wrote for Engelbert Humperdinck)
1989 «Soldier» (Written and produced by Alan Tarney)
1991 «The Sweet Hello, The Sad Goodbye» (Written by Per Gessle)
1992 «Standing Alone» (Duet with Glenn Medeiros)
1993 «When Will I See You Again» (Duet with The Three Degrees)
1993 «Emotional Thing» (Co-wrote for The Three Degrees)
1993 «Question of Love» (Co-wrote for The Three Degrees)
1993 «Ain't No Woman» (Co-wrote for The Three Degrees)
1994 «Tal Vez» (Co-wrote for Marta Sánchez) (#1 Mexico)
1995 «Feel for the Physical» (Duet with The Pointer Sisters)
2001 «Hey Mr. President» (Produced T-Seven)
2001 «Cry for You» (Co-wrote for No Angels)
2002 «Stay» (Co-wrote for No Angels)
2002 «Funky Dance» (Co-wrote for No Angels)
2008 «Ziele» (Sistanova featuring Thomas Anders)
2008 «Ibiza Baba Baya» (Sound-Chateau featuring Thomas Anders)
2008 «For You» (Sound-Chateau featuring Thomas Anders)
2009 «The Night Is Still Young» (Sandra featuring Thomas Anders)